# Maria Beasley
Maria E. Beasley (nascuda, Kenny; Filadèlfia) fou una empresària i inventora estatunidenca. Va dur a terme catorze patents diferents als EUA i al Regne Unit. Beasley es va casar el 1865. Va tenir diverses ocupacions, incloent-hi modista. Entre 1891 i 1896, les guies de Chicago la descrivien com a inventora. La primera patent de Beasley es va concedir el 1878. Havia inventat una màquina de congrenyat de barril, que es va mostrar a l'Exposició Industrial i Cotonera Mundial de 1884. També va exhibir el seu bot salvavides millorat que es va patentar el 1882. Amb la màquina de congrenyat de barril, Beasley va aconseguir bastants diners. Fins i tot el diari Evening Star va escriure el 1889 que "va fer una petita fortuna amb una màquina per a la fabricació de barrils". La seva invenció podia realitzar 1.500 barrils per dia. Altres invents de Beasley inclouen escalfadors de peus, paelles per cuinar, dispositius antidescarrilament de trens i dos dissenys millorats de bot salvavides, que també van ser patentats a la Gran Bretanya. Els seus bots salvavides es van utilitzar en el Titanic.